# Piercolias
Piercolias is een geslacht in de orde van de Lepidoptera (vlinders) familie van de Pieridae (Witjes).
Piercolias werd in 1903 beschreven door Grote.

## Soorten
Piercolias omvat de volgende soorten:
- Piercolias coropunae - (Dyar, 1913)
- Piercolias forsteri - Field & Herrera, 1977
- Piercolias huanaco - (Staudinger, 1894)